# Saint-Maixme-Hauterive

Saint-Maixme-Hauterive este o comună în departamentul Eure-et-Loir, Franța. În 1 ianuarie 2022 avea o populație de 410 de locuitori.